# Team Argos-Shimano/Saison 2013
Dieser Artikel listet Erfolge und Fahrer des Radsportteams Argos-Shimano in der Saison 2013 auf.

## Erfolge in der UCI World Tour
| Datum        | Rennen                      | Sieger            |
| ------------ | --------------------------- | ----------------- |
| 5. März      | 2. Etappe Paris-Nizza       | Marcel Kittel     |
| 22. März     | 5. Etappe Volta a Catalunya | François Parisien |
| 8. Mai       | 5. Etappe Giro d’Italia     | John Degenkolb    |
| 29. Juni     | 1. Etappe Tour de France    | Marcel Kittel     |
| 9. Juli      | 10. Etappe Tour de France   | Marcel Kittel     |
| 11. Juli     | 12. Etappe Tour de France   | Marcel Kittel     |
| 21. Juli     | 21. Etappe Tour de France   | Marcel Kittel     |
| 25. August   | Vattenfall Cyclassics       | John Degenkolb    |
| 6. September | 13. Etappe Vuelta a España  | Warren Barguil    |
| 9. September | 16. Etappe Vuelta a España  | Warren Barguil    |
| 15. Oktober  | 5. Etappe Tour of Beijing   | Luka Mezgec       |

## Erfolge in der UCI Asia Tour
| Datum       | Rennen                 | Kat. | Sieger        |
| ----------- | ---------------------- | ---- | ------------- |
| 11. Februar | 1. Etappe Tour of Oman | 2.HC | Marcel Kittel |

## Erfolge in der UCI Europe Tour
| Datum         | Rennen                                        | Kat. | Sieger                      |
| ------------- | --------------------------------------------- | ---- | --------------------------- |
| 3. April      | Scheldeprijs                                  | 1.HC | Marcel Kittel               |
| 21. April     | 1. Etappe Presidential Cycling Tour of Turkey | 2.HC | Marcel Kittel               |
| 27. April     | 7. Etappe Presidential Cycling Tour of Turkey | 2.HC | Marcel Kittel               |
| 28. April     | 8. Etappe Presidential Cycling Tour of Turkey | 2.HC | Marcel Kittel               |
| 10. Mai       | 1. Etappe Tour de Picardie                    | 2.1  | Marcel Kittel               |
| 12. Mai       | 3. Etappe Tour de Picardie                    | 2.1  | Marcel Kittel               |
| 10.–12. Mai   | Gesamtwertung Tour de Picardie                | 2.1  | Marcel Kittel               |
| 9. Juni       | ProRace Berlin                                | 1.1  | Marcel Kittel               |
| 14. Juni      | 3. Etappe Ster ZLM Toer                       | 2.1  | Marcel Kittel               |
| 10. August    | 3. Etappe Arctic Race of Norway               | 2.1  | Nikias Arndt                |
| 16. September | GP Jef Scherens                               | 1.1  | Bert De Backer              |
| 25. September | Omloop van het Houtland                       | 1.1  | Marcel Kittel               |
| 4. Oktober    | 2. Etappe Tour de l’Eurométropole             | 2.1  | John Degenkolb              |
| 6. Oktober    | 4. Etappe Tour de l’Eurométropole             | 2.1  | John Degenkolb              |
| 8. Oktober    | Binche-Tournai-Binche                         | 1.1  | Reinardt Janse van Rensburg |
| 10. Oktober   | Paris–Bourges                                 | 1.1  | John Degenkolb              |
| 13. Oktober   | Paris–Tours                                   | 1.HC | John Degenkolb              |

## Zugänge – Abgänge
| Zugänge                     | Team 2012            | Abgänge            | Team 2013                   |
| --------------------------- | -------------------- | ------------------ | --------------------------- |
| Thomas Peterson             | Garmin-Sharp         | Alexandre Geniez   | FDJ.fr                      |
| William Clarke              | Champion System      | Dominic Klemme     | IAM Cycling                 |
| François Parisien           | SpiderTech-C10       | Roger Kluge        | Team NetApp-Endura          |
| Georg Preidler              | Team Type 1-Sanofi   | Ronan van Zandbeek | Cyclingteam de Rijke-Shanks |
| Reinardt Janse van Rensburg | MTN Qhubeka          | Thomas Bonnin      | Team NSP-Ghost              |
| Luka Mezgec                 | Sava                 | Yukihiro Doi       | Team Ukyo                   |
| Jonas Ahlstrand             | Team Cykelcity.se    |                    |                             |
| Nikias Arndt                | LKT Team Brandenburg |                    |                             |
| Warren Barguil              | Neoprofi             |                    |                             |
| Xing Yandong (ab 20. März)  | MAX Success Sports   |                    |                             |

## Mannschaft
| Name                        | Geburtstag         | Nationalität        |              |
| --------------------------- | ------------------ | ------------------- | ------------ |
| Jonas Ahlstrand             | 16. Februar 1990   | Schweden            |              |
| Nikias Arndt                | 18. November 1991  | Deutschland         |              |
| Warren Barguil              | 28. Oktober 1991   | Frankreich          |              |
| William Clarke              | 11. April 1985     | Australien          |              |
| Roy Curvers                 | 27. Dezember 1979  | Niederlande         |              |
| Thomas Damuseau             | 18. März 1989      | Frankreich          |              |
| Bert De Backer              | 2. April 1984      | Belgien             |              |
| John Degenkolb              | 7. Januar 1989     | Deutschland         |              |
| Tom Dumoulin                | 11. November 1990  | Niederlande         |              |
| Johannes Fröhlinger         | 9. Juni 1985       | Deutschland         |              |
| Simon Geschke               | 13. März 1986      | Deutschland         |              |
| Patrick Gretsch             | 7. April 1987      | Deutschland         |              |
| Yann Huguet                 | 2. Mai 1984        | Frankreich          |              |
| Thierry Hupond              | 10. November 1984  | Frankreich          |              |
| Reinardt Janse van Rensburg | 3. Februar 1989    | Südafrika           |              |
| Cheng Ji                    | 15. Juli 1987      | Volksrepublik China |              |
| Marcel Kittel               | 11. Mai 1988       | Deutschland         |              |
| Koen de Kort                | 8. September 1982  | Niederlande         |              |
| Tobias Ludvigsson           | 22. Februar 1991   | Schweden            |              |
| Luka Mezgec                 | 27. Juni 1988      | Slowenien           |              |
| François Parisien           | 27. April 1982     | Kanada              |              |
| Thomas Peterson             | 24. Dezember 1986  | Vereinigte Staaten  |              |
| Georg Preidler              | 17. Juni 1990      | Österreich          |              |
| Ramon Sinkeldam             | 9. Februar 1989    | Niederlande         |              |
| Matthieu Sprick             | 29. September 1981 | Frankreich          |              |
| Tom Stamsnijder             | 15. Mai 1985       | Niederlande         |              |
| Albert Timmer               | 13. Juni 1985      | Niederlande         |              |
| Tom Veelers                 | 14. September 1984 | Niederlande         |              |
| Xing Yandong                | 20. März 1985      | Volksrepublik China |              |
| Stagiaires                  | Stagiaires         | Nationalität        | Nationalität |
| Nikodemus Holler            | Nikodemus Holler   | Deutschland         |              |
| Quentin Jauregui            | Quentin Jauregui   | Frankreich          |              |
| Michael Olsson              | Michael Olsson     | Schweden            |              |